# Escut de Palos de la Frontera

Escut de Palos de la Frontera

L'escut de Palos de la Frontera es basa en el concedit per l'emperador Carles V el 23 de setembre de 1519 als germans Pinzón i als mariners de Palos que van anar amb ells a descobrir les Índies.

## Escut heràldic
La seva descripció heràldica és la següent:
«D'atzur, tres caravel·les al natural damunt una mar d'ones d'argent, entre dos globus terraqüis movents dels flancs. La bordura d'or, carregada amb quatre fulles de nenúfar de gules alternades amb quatre àncores de sable. Sota l'escut, la llegenda següent en castellà: Cuna del Descubrimiento ("Bressol del Descobriment").»
L'Ajuntament usa aquest segell per validar la seva documentació des de 1968.

## Bandera de Palos de la Frontera
La bandera de Palos de la Frontera té la següent descripció:
«Tres franges paral·leles entre si i perpendiculars a l'asta, d'igual dimensió. La primera groga, la segona blanca i la tercera blava. L'escut d'armes local apareix centrat i sobreposat.»